# Gymnopilus psamminus
Gymnopilus psamminus là một loài nấm thuộc họ Cortinariaceae.